# Biblioteca di Studi giuridici e umanistici Università degli Studi di Milano
La Biblioteca di Studi giuridici e umanistici (BSGU) è la maggiore biblioteca dell'Università Statale di Milano ed è anche centro servizi per il sistema di biblioteche dipartimentali.

## Storia
Il primo nucleo della biblioteca risale al 1925 quando l'Accademia scientifico letteraria di Milano confluì nella formazione dell'Università degli Studi di Milano. All'interno dell'Accademia esisteva una biblioteca cresciuta grazie alle donazioni e lasciti dei suoi insegnanti e frequentatori che, al momento della confluenza nell'Università, aveva una consistenza di circa 24.000 volumi relativi alle seguenti sezioni: filosofia e pedagogia, classici greci e latini, letterature romanze e letterature moderne, storia medievale e moderna.
All'atto di costituzione dell'università, la biblioteca dell'Accademia passò a farne parte come biblioteca della Facoltà di Lettere e a dirigerla fu chiamato Francesco Carta, funzionario esperto nella gestione di biblioteche statali. A lui spettò il compito di imprimere un carattere universitario a una raccolta libraria poco omogenea, e aggiungere una nuova raccolta che potesse soddisfare le esigenze della facoltà di giurisprudenza. Carta si adoperò per ottenere donazioni dalla Biblioteca nazionale braidense e contattò governi di tutto il mondo per chiedere collezioni di codici e documenti, università e istituti di cultura per chiedere atti ufficiali e associazioni di professionisti per pubblicazioni personali dei loro membri. In questo modo si costituì il primo nucleo della biblioteca di giurisprudenza. Tra le donazioni pervenute, una delle più importanti è quella di gran parte della biblioteca privata di Cesare Cantù, con opere di storia medievale, moderna, del Risorgimento e sui rapporti fra Stato e Chiesa.
Negli anni 1929-30 la consistenza del patrimonio della biblioteca per le due facoltà di lettere e giurisprudenza era di circa 80.000 volumi e 230 riviste. Numerosi erano gli utenti, con più di 23.000 ingressi annui. Il bibliotecario era affiancato nel lavoro da due commissioni di vigilanza e successivamente da un professore di ogni facoltà, pratica che è continuata fino ad oggi nella figura del direttore scientifico. Carta si adoperò per dare una struttura articolata alla gestione della biblioteca, sebbene il lavoro sia stato ostacolato da cambi di sede, carenza di personale (dovette ricorrere a lavoratori esterni retribuiti a cottimo) e reso più gravoso dal dover integrare il materiale librario esistente con il nuovo. Francesco Carta rimase fino al 1933, quando a 86 anni dovette ritirarsi per via di una legge che vietò agli istituti pubblici di mantenere in servizio pensionati. 
Durante gli otto anni della sua gestione il patrimonio della biblioteca si è incrementato grazie a lasciti, acquisti, donazioni e acquisizioni di depositi importanti tra cui quelli fatti dalla Corte d’Appello di Milano relativi a volumi giuridici appartenuti ad Emanuele Segre e al Senato di Milano.
I bombardamenti della seconda guerra mondiale danneggiarono strutture e patrimonio, si moltiplicarono i problemi amministrativi e organizzativi e la biblioteca venne trasferita dalla sede di corso Roma (oggi corso di Porta romana) a via della Passione, prima il materiale di giurisprudenza, quindi quello di lettere e di filosofia nel 1945.
Nonostante le difficoltà dovute alla guerra negli anni tra il 1935 e il 1941, sotto la direzione di Roberto Cartigliani, venne creato il primo impianto del catalogo dei periodici e di quello topografico schematico; venne inoltre compilato il catalogo delle case editrici delle opere in continuazione e quello delle materie delle opere della facoltà di Lettere e Filosofia. Vennero riordinati diversi fondi, vennero istituiti il servizio di prestito esterno e l'attività di scambio tra le pubblicazioni della facoltà e altri enti. Negli anni seguenti venne incrementato ulteriormente il patrimonio attraverso l'acquisto e l'immissione di nuovi fondi: Alfieri di ambito medico-scientifico, ricco di cinquecentine, il fondo Besta di materia giuridica, il Vogliano relativo alla filologia classica e papirologia e il fondo Vailati di ambito filosofico.
Sul finire degli anni '50 la biblioteca aveva ancora una struttura artigianale, le procedure venivano gestite manualmente e i locali erano provvisori, senza separazione tra le sale di lettura e gli uffici amministrativi. Risale agli anni sessanta e settanta la prima dotazione di fotocopiatrici e di una macchina da scrivere varityper, che veniva utilizzata per la produzione di schede catalografiche in formato internazionale.
Negli anni settanta si assistette a un ulteriore notevole incremento del patrimonio, grazie all'aumento dei finanziamenti pubblici alle università per l'acquisto dei libri.
Negli anni '80 la biblioteca avvia il processo di automazione con l'adesione dell'Università di Milano al Servizio Bibliotecario Nazionale.
Nel 1990, presso l'antica Crociera del Filarete restaurata, vennero allestite due sale di consultazione: la Crociera, dedicata agli studi giuridici e la Sottocrociera, dedicata agli studi umanistici. Sempre nei primi anni novanta fu incrementato il patrimonio delle risorse digitali, primo nucleo della Biblioteca Digitale d'Ateneo.
Nel 1993, alle tre sale esistenti, si aggiunse la sala di Common Law, dove vennero trasferite le più importanti collezioni sul diritto anglo-americano e dell'Unione Europea. Successivamente fu acquisita anche una sala di consultazione situata sotto al Cortile del '700 per ospitare collezioni provenienti dalle biblioteche degli istituti di Giurisprudenza e infine, nel 2016, la Biblioteca di Geografia.

## La sede
Le otto sale in cui si articola la Biblioteca di Studi giuridici e umanistici sono situate all'interno del corpo principale dell'edificio dell'Università, che fu sede dell'Ospedale Maggiore di Milano (Ca' Granda) fino agli inizi del XX secolo, e sono:
- Sala Centrale
- Sala Crociera
- Sala Sottocrociera
- Sala del Settecento
- Sala Common Law
- Sala Diritto pubblico
- Sala Diritto privato e storia del diritto
- Sala Diritto del lavoro

## Patrimonio
Il patrimonio della Biblioteca ammonta a circa 300.000 volumi e comprende diverse tipologie di materiale: libri, testi d’esame e manuali giuridici, enciclopedie e dizionari, digesti, codici, cinquecentine, riviste, risorse elettroniche, carte geografiche, fotografie e diapositive, tesi di dottorato straniere e dissertazioni e fondi librari

## Fondi librari

### Studi umanistici

#### Fondo Roberto Almagià
Il fondo Roberto Almagià, geografo e storico della cartografia all'Università degli Studi di Milano, fu ceduto all'Ateneo dalla famiglia nel 1964. La ricca collezione è costituita da una raccolta di 3100 volumi di geografia umana, storia della cartografia, storia delle esplorazioni e delle conoscenze geografiche. I testi sono in lingua italiana, francese, tedesca, inglese.

#### Fondo Cesare Cantù
Il fondo Cesare Cantù venne acquisito nel 1895 dalla Biblioteca dell'Accademia Scientifico Letteraria di Milano e passò poi alla Biblioteca di Studi giuridici e umanistici. Comprende opere di storia italiana e lombarda, storia medievale, moderna, del Risorgimento e sui rapporti tra Stato e Chiesa. Include inoltre Atti della Chiesa milanese, Ordines del Senato milanese, Gridari e alcuni periodici storici del 1848. Tra le opere notevoli presenti in questo fondo si annoverano gli Historiae Patriae Monumenta.

#### Fondo Luigi Castiglioni
Il fondo Luigi Castiglioni  contiene 4.000 testi pervenuti all'Università parte nel 1961 e parte nel 1973. È formato prevalentemente da opere di autori latini e greci e da studi critici in italiano francese e tedesco principalmente del '900.

#### Fondo Giacomo Corna Pellegrini
Il fondo Giacomo Corna Pellegrini Spandre donato all'Università nel 1991 dal professor Corna Pellegrini, è formato da 1.639 volumi riguardanti specialmente geografia della popolazione, dello sviluppo economico e urbana. I testi, prevalentemente di lingua italiana, inglese e francese, sono editi nel '900.

#### Fondo Virgilio Inama
Il fondo Virgilio Inama  fu donato all'Accademia Scientifico-Letteraria, dove il professor Inama insegnò a lungo grammatica greca e letteratura comparata, e di conseguenza venne acquisito dall'Università degli Studi di Milano nel 1925, quando l'Accademia confluì nel nuovo ateneo milanese. Il fondo è formato da 355 volumi più 131 di opuscoli. Si tratta di opere di filologia classica, glottologia e storia trentina scritte in italiano, latino, greco e tedesco, edite prevalentemente nell'800. 

#### Fondo Lily Marshall
Il fondo Lily Marshall fu acquistato dall'Università dagli eredi di Lily, già professoressa di Letteratura inglese prima presso l'Accademia poi presso l'Ateneo. Comprende un migliaio di libri di letteratura, storia, epica, arte e filosofia specie in lingua inglese. Di particolare rilievo i nuclei riguardanti poesia scozzese e letteratura britannica pubblicate tra la fine del XVIII e l'inizio del XX secolo.

### Studi giuridici

#### Fondo Enrico Besta
Il fondo Enrico Besta fu acquistato dall'Università degli Studi nel 1954 e comprende circa 10.000 scritti, tra libri e opuscoli, prevalentemente di storia del diritto italiano.

#### Fondo Mario Falco
Il fondo Mario Falco, professore di diritto ecclesiastico presso l'Università degli Studi di Milano, pervenne all'ateneo come lascito nel 1946. È formato da circa 1500 volumi (codici, repertori, saggi, raccolte) e da 3214 opuscoli a cui si aggiungono alcune riviste per un totale di 5000 pezzi. Il nucleo più organico è quello dei testi di diritto canonico; figurano poi numerose opere di diritto e storia del diritto e alcune di criminologia, sociologia, economia e finanza. I testi sono in italiano, tedesco, spagnolo, francese, inglese e latino e compresi in un arco temporale che va dal XVI al XX secolo.